# ジョッコ・コンラン
ジョッコ・コンラン（John Bertrand "Jocko" Conlan、1899年12月6日 - 1989年4月16日）は、アメリカ・メジャーリーグの野球選手、後に審判。1899年イリノイ州シカゴ生まれ。選手時代のポジションは外野手。愛称の"ジョッコ"は『猿』のこと。審判の際のハッスルぶりに由来する。

## 経歴と功績
野球の審判になる前から、ボクシングのレフェリーの資格を持っていた。1934年にシカゴ・ホワイトソックスから外野手としてデビューするが、人生の転機となったのは2年目の1935年のことで、セントルイス・ブラウンズとの試合中、審判のうちの一人レッド・オームズビーが発熱のため試合を離れ、コンランがその代わりを務めることになった(当時は一試合審判二人制が普通であった)。コンランは審判職を気に入り、その年で選手を引退して審判としてのキャリアを歩むことになる。
以後、メジャーリーグでの審判歴は24年に及んだ。的確な判定と持ち前の明るいキャラクターで、選手や監督たちの信頼は厚かったという。またコンランにはいくつかのトレードマークがあった。当時のリーグ審判の服装は、普通のネクタイにインサイドプロテクターが基本だったが、彼はその経歴から水玉模様の蝶ネクタイと、空気式のアウトサイドプロテクターを許されていた。1965年に審判職を退職。1974年、ベテラン委員会により、審判としては4人目のアメリカ野球殿堂入りを果たす。1989年、アリゾナ州スコッツデールで死去。89歳。なお息子のジョン・バートランド・コンラン(w:John Bertrand Conlan)は、5年間アメリカ下院議員を務めた経歴を持つ。

## 選手成績

### 年度別打撃成績
| 年 度    | 球 団    | 試 合 | 打 席 | 打 数 | 得 点 | 安 打 | 二 塁 打 | 三 塁 打 | 本 塁 打 | 塁 打 | 打 点 | 盗 塁 | 盗 塁 死 | 犠 打 | 犠 飛 | 四 球 | 敬 遠 | 死 球 | 三 振 | 併 殺 打 | 打 率 | 出 塁 率 | 長 打 率 | O P S |
| -------- | -------- | ----- | ----- | ----- | ----- | ----- | -------- | -------- | -------- | ----- | ----- | ----- | -------- | ----- | ----- | ----- | ----- | ----- | ----- | -------- | ----- | -------- | -------- | ----- |
| 1934     | CWS      | 63    | 254   | 225   | 35    | 56    | 11       | 3        | 0        | 73    | 16    | 2     | 2        | 10    | --    | 19    | --    | 1     | 7     | --       | .249  | .310     | .324     | .635  |
| 1935     | CWS      | 65    | 162   | 140   | 20    | 40    | 7        | 1        | 0        | 49    | 15    | 3     | 3        | 7     | --    | 14    | --    | 1     | 6     | --       | .286  | .355     | .350     | .705  |
| MLB：2年 | MLB：2年 | 128   | 416   | 365   | 55    | 96    | 18       | 4        | 0        | 122   | 31    | 5     | 5        | 17    | --    | 33    | --    | 2     | 13    | --       | .263  | .328     | .334     | .662  |

- 「-」は記録なし

### 審判歴
- 在籍：アメリカンリーグ(1935年)、ナショナルリーグ(1941-1965年)
- 出場試合数：

レギュラーシーズン：3613試合
ワールドシリーズ：27試合(1945,1950,1954,1957,1961年)
オールスターゲーム：6試合(1943,1947,1950,1953,1958,1962年)

## 在職中の出来事
- 1941年8月19日にエベッツ・フィールドで行われたダブルヘッダーは雨に見舞われた。第2試合の最中、当時ピッツバーグ・パイレーツの監督をしていたフランキー・フリッシュが、グラウンドの状態の悪さを抗議しに出てきたが、傘をさしてグラウンドに現れたために、コンランから退場を命じられ、後日50ドルの罰金が言い渡された。このときの傘をさしたまま言い争っていたフリッシュとコンランの光景は、後に画家ノーマン・ロックウェルの油絵の題材となった。